# ことぶきまいむ
ことぶき まいむ（11月29日 - ）は、日本の漫画家。主に成人向け漫画を描いている。漫画ばんがいち、マジキューコミックス、まんがタイムオリジナル、まんがくらぶオリジナル、COMICポプリクラブ、華陵さくら組・悦（ウェブコミック）などで活動している。2005年に第22回ばんがいち漫画大賞で特別奨励賞を受賞（受賞作品名は「きつねつき」）。同人サークル名は「アズマ屋支店」。

## 作品リスト

### 単行本
1. 『むっちりずむ!』 （2011年4月21日発売[2]、マックス〈ポプリコミックス〉、ISBN 978-4-86379-043-8）
2. 『かいけつ! るるこ』 （2011年6月25日発売[3]、オークス〈華陵コミックス〉、ISBN 978-4-79900-133-2）
3. 『たべたいカラダ。』 （2013年1月23日発売[4]、マックス〈ポプリコミックス〉、ISBN 978-4-86379-085-8）
4. 『幼なじみとシテみない?』 （2015年4月17日発売[5]、久保書店〈ワールドコミックススペシャル〉、ISBN 978-4-76593-589-0）
5. 『幼なじみとイケないコト❤』 （2016年4月28日発売[6]、ジーウォーク〈ムーグコミックス ピーチシリーズ〉、ISBN 978-4-86297-591-1）

### マジキュー4コマ
- ひぐらしのなく頃に （7〜15巻）
- 乙女はお姉さまに恋してる （4〜12巻）
- Fate/hollow ataraxia （2、4巻）
- Fate/stay night CLIMAX! （16巻）
- うみねこのなく頃に・餐 （1、2、3、5、6、7、8巻）
- 真剣で私に恋しなさい! （1〜5巻）
- ましろ色シンフォニー （1巻）
- 処女はお姉さまに恋してる 2人のエルダー （1、2、3巻）

### その他
- クイーンズブレイド アンソロジーコミック （3、4巻）
- クイーンズブレイド コミックアラカルト （1、2巻）
- 成年エロース2
- 華陵学園初等部 2008年11月号
- エロキス
- 妖ハーレム学園
- 華陵EX （1、2、6、7）
- 真・恋姫†無双 コミックアラカルト
- リトルバスターズ!EX4コマMAXIMUM
- パチスロ版ツインエンジェルBREAKのエンドカード
- 合言葉はいいですとも！
- 恋するマロン
- sunsunサンディ
- ご主人様とヒミツのカンケイ
- ぼっちくん